# La Chapelle-Saint-Sauveur (Loire-Atlantique)
La Chapelle-Saint-Sauveur (bretonisch: Chapel-al-Salver; Gallo: La Chapèll-Saent-Sauvoer) ist eine Ortschaft und eine Commune déléguée in der französischen Gemeinde Loireauxence mit 819 Einwohnern (Stand 1. Januar 2022) im Département Loire-Atlantique in der Region Pays de la Loire. Die Einwohner werden Capellosalviens bzw. Chapellois genannt. 
Seit dem 1. Januar 2016 ist die Gemeinde La Chapelle-Saint-Sauveur gemeinsam mit den früheren Gemeinden Belligné, La Rouxière und Varades Teil der Commune nouvelle Loireauxence. Sie gehörte zum Arrondissement Ancenis.

## Geografie
La Chapelle-Saint-Sauveur liegt etwa 37 Kilometer ostnordöstlich von Nantes im Anjou. 

## Bevölkerungsentwicklung
| Jahr                       | 1962 | 1968 | 1975 | 1982 | 1990 | 1999 | 2006 | 2013 |
| Einwohner                  | 684  | 664  | 617  | 596  | 618  | 627  | 727  | 804  |
| Quellen: Cassini und INSEE |      |      |      |      |      |      |      |      |

## Sehenswürdigkeiten
- Kirche, heutiges Bauwerk von 1870
- Schloss Basse-Jaillière
- Rathaus

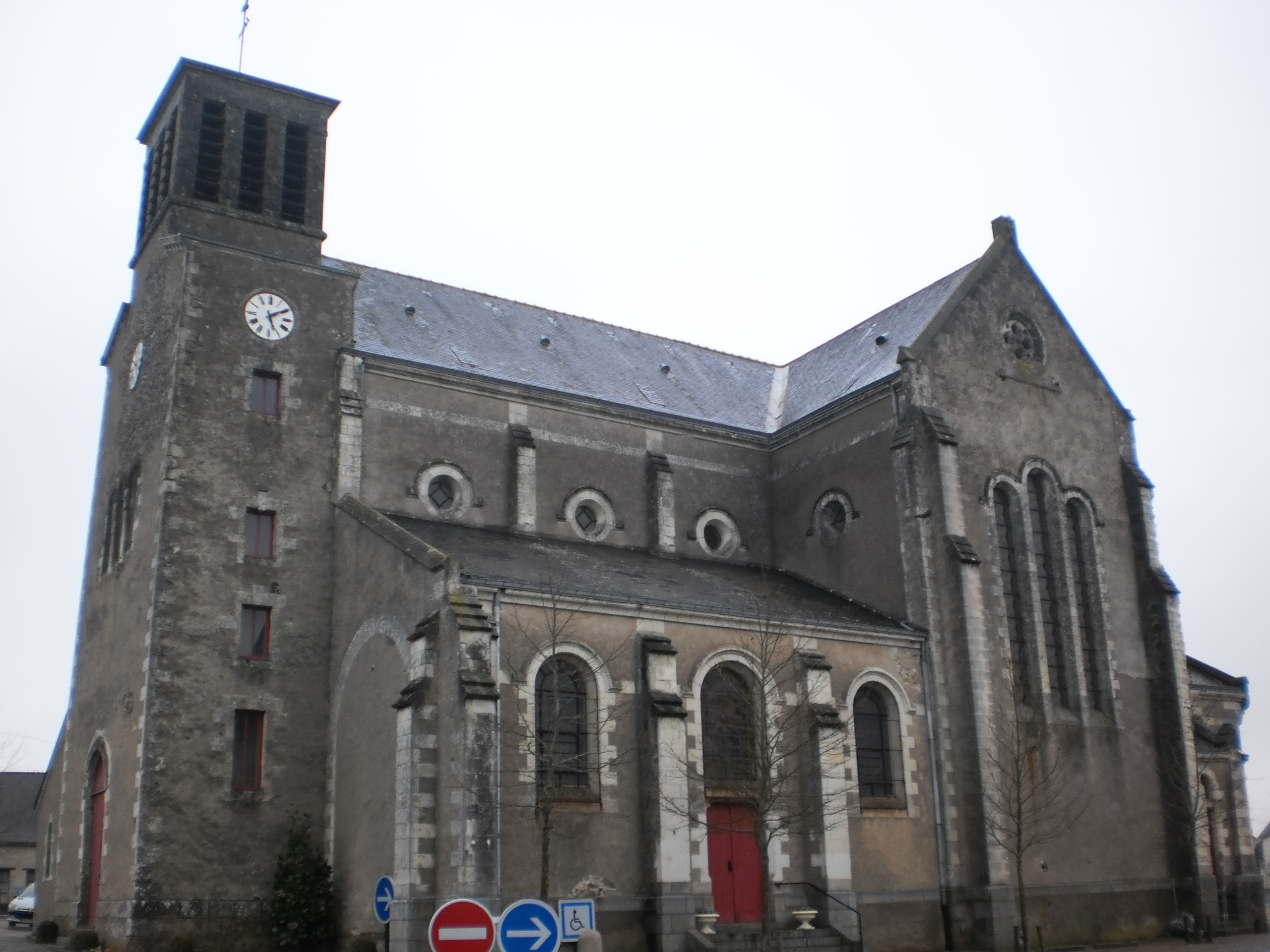
Kirche
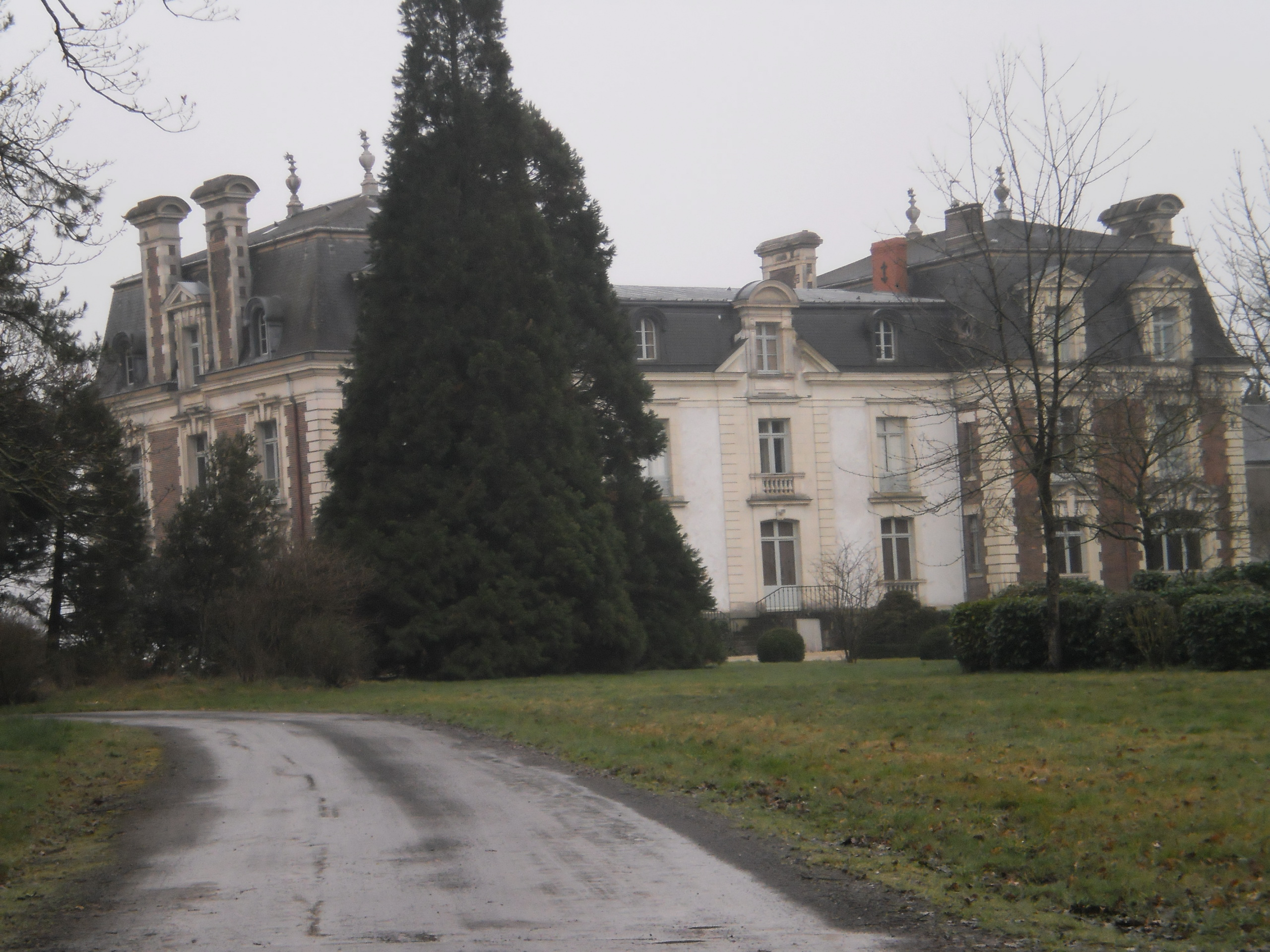
Schloss Jaillière
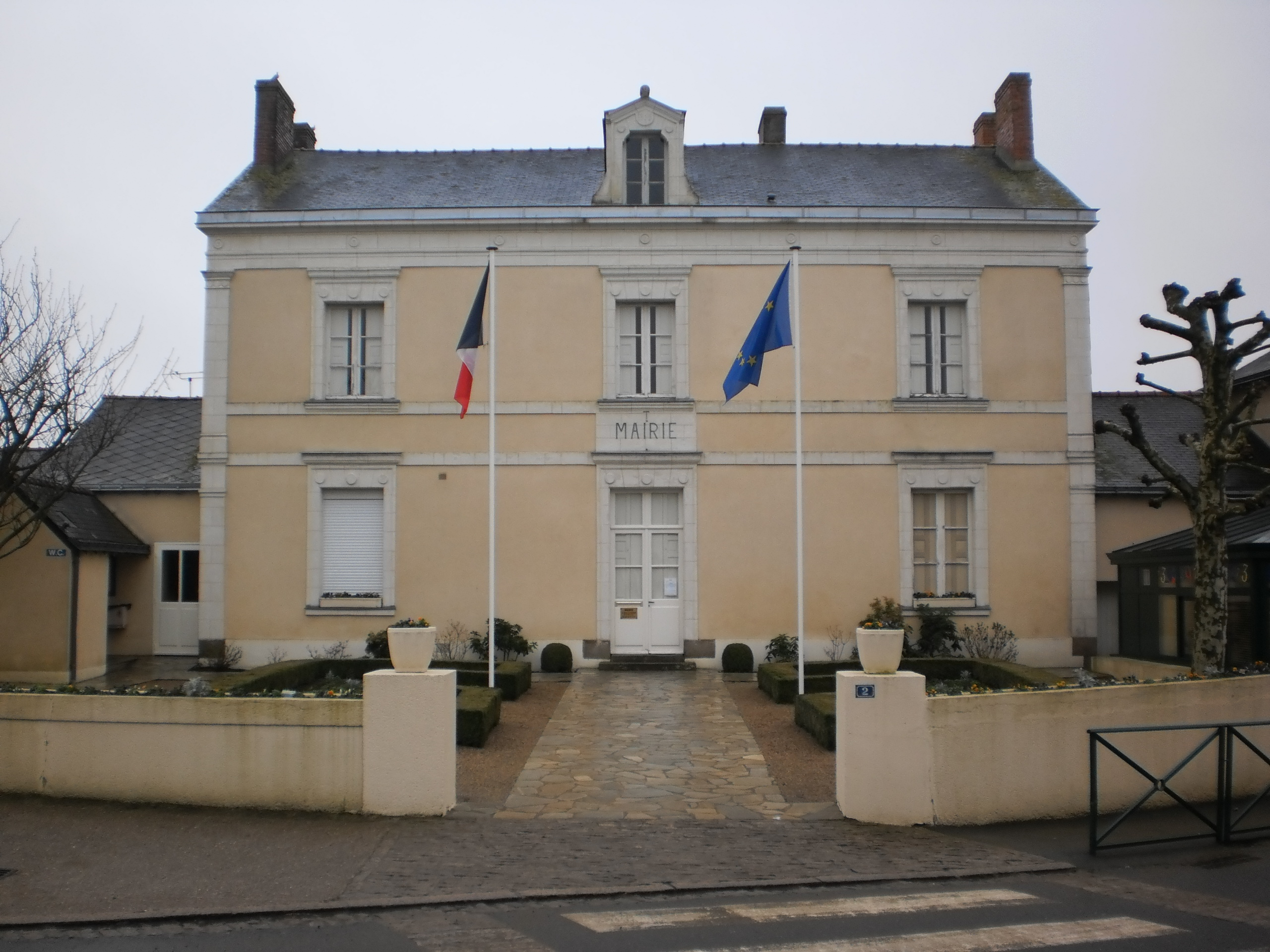
Ehemalige Mairie